# Paszportyzacja (ZSRR)

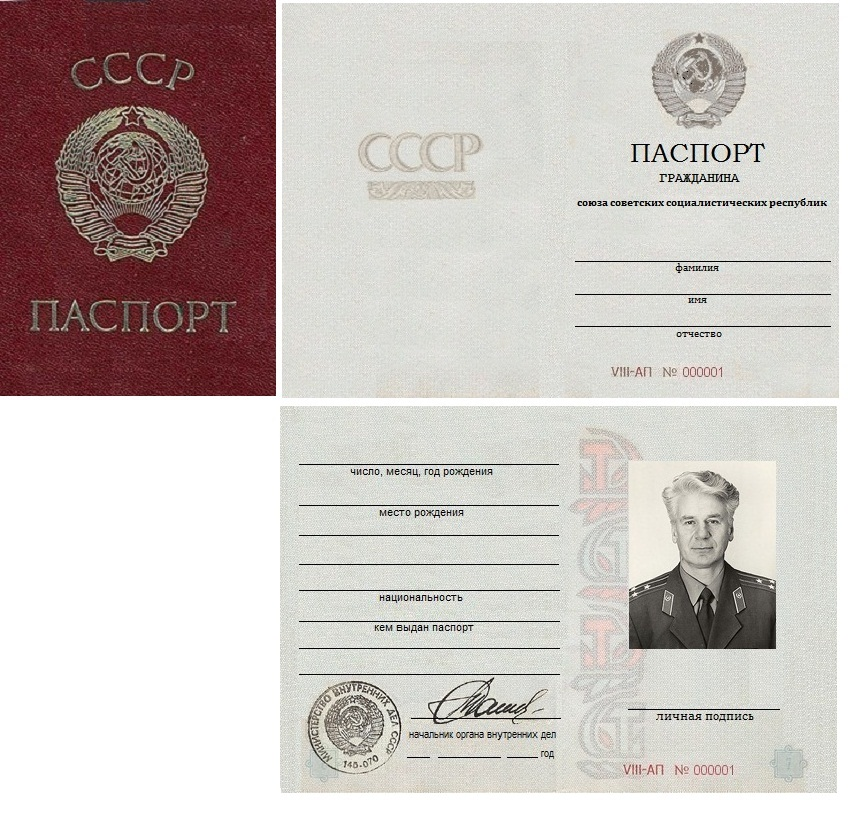
Paszport ZSRR wersji 1974-1991

Paszportyzacja – wprowadzenie dowodów osobistych (nazywanych paszportami wewnętrznymi) dla części ludności ZSRR 27 grudnia 1932.
Paszporty wewnętrzne wydawano głównie mieszkańcom większości miast, natomiast nie mogli ich przeważnie posiadać mieszkańcy wsi. Jednocześnie wprowadzono przepis, że osoba chcąca oddalić się od miejscowości, w której mieszka, musi posiadać paszport wewnętrzny, pod groźbą surowych sankcji. Osoby zatrudnione w kołchozach mogły opuszczać wieś wyłącznie na podstawie czasowego pozwolenia udzielanego pisemnie przez władze kołchozu lub radę wiejską (sielsowiet). Pozwolenia takie prawie nigdy nie były wydawane na okres dłuższy niż 30 dni. Jednak pracownikom sowchozów przysługiwał paszport. Doprowadziło to do pozbawienia większości ludności wiejskiej możliwości podróżowania, zmiany miejsca zamieszkania czy podejmowania nauki w wyższych uczelniach bez zgody władz. Paszporty wewnętrzne obowiązywały także całą ludność strefy nadgranicznej przy zachodniej granicy ZSRR oraz w promieniu 150 lub 50 km od niektórych wielkich miast. Lista tych miast była stopniowo rozszerzana kolejnymi zarządzeniami władz począwszy od 1932 r.
Ustawa o wprowadzeniu paszportów miała ścisły związek z klęską wielkiego głodu na Ukrainie, w południowej Rosji (w tym w Kazachstanie) wywołaną tym migracją ludności wiejskiej, szukającej pożywienia. Jednocześnie paszportów nie wydawano automatycznie wszystkim obywatelom zamieszkałym w rejonach objętych paszportyzacją. Zgodnie z treścią ustawy z 1932, jednym z celów akcji było pozbycie się z rejonów dużych miast oraz strefy nadgranicznej niepożądanych klasowo i politycznie osób, dlatego osoby i członkowie ich rodzin, które należały w czasach carskich do ziemiaństwa, przedsiębiorców, bogatszych chłopów, arystokracji, oficerów, urzędników (z wyjątkiem najniższych rang), policji, duchowieństwa, a także szeregu partii politycznych lub sił „białych” nie uzyskiwały paszportu i musiały przenieść się na wieś lub do miasteczek nieobjętych paszportyzacją. Dotyczyło to także osób z wyrokami politycznymi lub podejrzewanych przez władze o nielojalność.
21 października 1953 nowelizacja ustawy rozszerzyła prawo do otrzymania paszportu na wszystkich mieszkańców krajów nadbałtyckich, wiejskich mieszkańców obwodów moskiewskiego i leningradzkiego oraz na wszystkich mieszkańców miast strefy nadgranicznej. Zakaz wydawania paszportów wewnętrznych, a więc i swobodnego podróżowania i osiedlania się w kraju, utrzymano dla ludności wiejskiej z innych rejonów ZSRR. Ścisłe brzmienie ustawy nie jest do dziś znane, gdyż została ona utajniona, a do wiadomości przekazano tylko dyrektywy z niej wynikające.
Ostatecznie ograniczenia w prawie posiadania paszportu wewnętrznego usunięto w ustawie z 28 sierpnia 1974, na mocy której prawo do jego posiadania miał każdy obywatel ZSRR powyżej 16 roku życia, niezależnie od miejsca zameldowania. Akcja wydawania paszportów ludności wiejskiej przebiegała jednak wolno i trwała jeszcze szereg lat.